# Schpykiw
Schpykiw (ukrainisch Шпиків; russisch Шпиков Schpikow, polnisch Szpików) ist eine Siedlung städtischen Typs im Zentrum der ukrainischen Oblast Winnyzja mit etwa 3300 Einwohnern (2014)

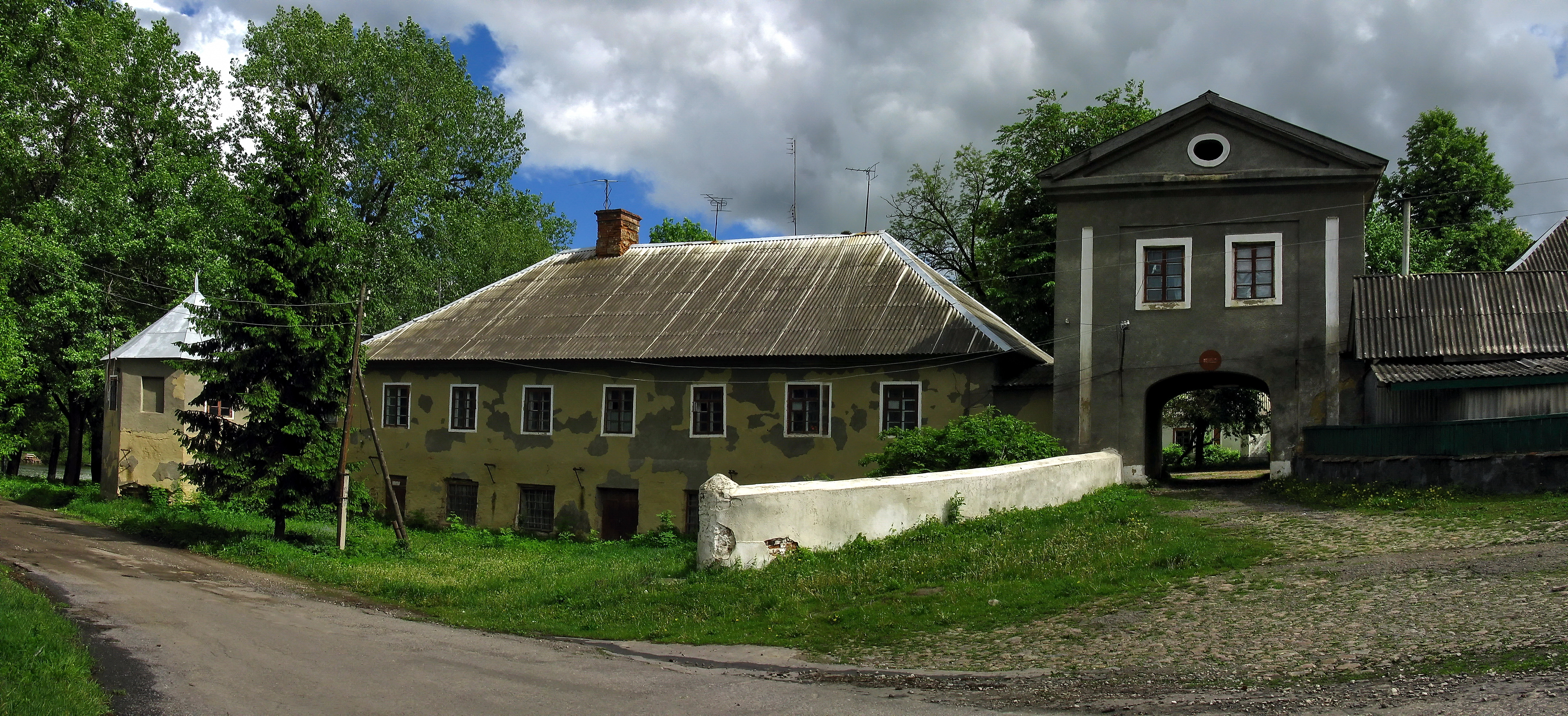
Ehemaliges Herrenhaus im Ort

Die 1507 gegründete Ortschaft liegt am Ufer der Schpykiwka (Шпиківка), einem 34 km langen, rechten Nebenfluss des Südlichen Bugs im Rajon Tultschyn an der Regionalstraße P–36 27 km nordwestlich des Rajonzentrums Tultschyn und 8 km östlich von Rachny-Lissowi. Seit 1961 besitzt die Ortschaft den Status einer Siedlung städtischen Typs.

## Verwaltungsgliederung
Am 27. Juli 2016 wurde die Siedlung zum Zentrum der neugegründeten Siedlungsgemeinde Schpykiw (Шпиківська селищна громада/Schpykiwska selyschtschna hromada), zu dieser zählten auch die 4 Dörfer Klenowe, Schpykiwka, Torkiw und Wynokurnja sowie der Ansiedlung Sosniwka, bis dahin bildete sie zusammen mit den Dörfern Klenowe, Schpykiwka und Wynokurnja sowie der Ansiedlung Sosniwka die gleichnamige Siedlungsratsgemeinde Schpykiw (Шпиківська селищна рада/Schpykiwska selyschtschna rada) im Nordwesten des Rajons Tultschyn.
Am 12. Juni 2020 kamen noch die 19 in der untenstehenden Tabelle aufgelisteten Dörfer sowie die Ansiedlungen Huta-Buschynska und Julijampilske zum Gemeindegebiet.
Folgende Orte sind neben dem Hauptort Schpykiw Teil der Gemeinde:
| Name                     | Name             | Name                                 |
| ukrainisch transkribiert | ukrainisch       | russisch                             |
| ------------------------ | ---------------- | ------------------------------------ |
| Burdiji                  | Бурдії           | Бурдеи (Burdei)                      |
| Buschynka                | Бушинка          | Бушинка (Buschinka)                  |
| Dankiwka                 | Даньківка        | Даньковка (Dankowka)                 |
| Huta-Buschynska          | Гута-Бушинська   | Гута-Бушинская (Guta-Buschinskaja)   |
| Jarowe                   | Ярове            | Яровое (Jarowoje)                    |
| Julijampil               | Юліямпіль        | Юлиямполь (Julijampol)               |
| Julijampilske            | Юліямпільське    | Юлиямпольское (Julijampolskoje)      |
| Jurkiwka                 | Юрківка          | Юрковка (Jurkowka)                   |
| Klenowe                  | Кленове          | Кленовое (Klenowoje)                 |
| Lewkiwzi                 | Левківці         | Левковцы (Lewkowzy)                  |
| Lopatynzi                | Лопатинці        | Лопатинцы (Lopatinzy)                |
| Mala Wulyha              | Мала Вулига      | Малая Вулыга (Malaja Wulyga)         |
| Petraschiwka             | Петрашівка       | Петрашовка (Petraschowka)            |
| Petschera                | Печера           | Печера                               |
| Pidlissiwka              | Підлісівка       | Подлесовка (Podlessowka)             |
| Poljowa Slobidka         | Польова Слобідка | Полевая Слободка (Polewaja Slobodka) |
| Rachny-Lissowi           | Рахни-Лісові     | Рахны-Лесовые (Rachny-Lessowyje)     |
| Rohisna                  | Рогізна          | Рогозна (Rogosna)                    |
| Schpykiwka               | Шпиківка         | Шпиковка (Schpikowka)                |
| Slidy                    | Сліди            | Следы (Sledy)                        |
| Sosniwka                 | Соснівка         | Сосновка (Sosnowka)                  |
| Stanisławka              | Станіславка      | Станиславка                          |
| Strilnyky                | Стрільники       | Стрельники (Strelniki)               |
| Torkiw                   | Торків           | Торков (Torkow)                      |
| Welyka Wulyha            | Велика Вулига    | Великая Вулыга (Welikaja Wulyga)     |
| Wynokurnja               | Винокурня        | Винокурня                            |

## Söhne und Töchter der Siedlung
- Kateryna Derun (* 1993), Speerwerferin